# Ludwig Berger (compositeur)
Pour les articles homonymes, voir Berger (homonymie) et Ludwig Berger.
Carl Ludwig Heinrich Berger, (né le 18 avril 1777 à Berlin et décédé le 16 février 1839 à Berlin) est un pianiste prussien, compositeur et professeur de piano.
Il est né à Berlin, et a passé sa jeunesse à Templin et Francfort où il a étudié la flûte et piano. Plus tard, il étudie la composition avec J.A. Gürrlich à Berlin. Il se lie d'amitié avec le compositeur Clementi. Il lui rend visite en Russie, où il reste huit ans. Pendant les guerres napoléoniennes, il s'enfuit à Londres où ses concerts de piano sont bien accueillis. Il retourne à Berlin en 1815 où il vécut le reste de sa vie. Un trouble nerveux dans son bras l'a conduit à renoncer à sa carrière de pianiste virtuose. Il construit alors une réputation en tant que professeur et a au nombre de ses élèves les plus distingués : Félix et Fanny Mendelssohn, Taubert, Henselt, Dorn et August Wilhelm Bach
Berger a écrit plus de 160 lieder (notamment en 1816/17 un cycle de mélodies Die schöne Müllerin), ainsi qu'un concerto pour piano, sept sonates pour piano, vingt-neuf études, et plusieurs autres pièces pour piano.
Il est mort à Berlin en 1839.